# Nisza św. Michała Archanioła w Valletcie
Nisza św. Michała Archanioła (malt. Niċċa ta' San Mikiel, ang. Niche of St. Michael) – zabytkowa rzeźba w stolicy Malty. Umieszczona jest na ścianie budynku u zbiegu ulic Triq Sant'Ursola i Triq L-Arċisqof. Autorem rzeźby jest nieznany.
Nisza wraz z przepiękną rzeźbą Archanioła Michała w stroju rzymskiego legionisty, depczącego uwięzionego na łańcuchu Szatana została wyrzeźbiona in situ z bloku kamienia tworzącego narożnik budynku. Na kolumnie pod rzeźbą znajduje się tablica z informacją o możliwości odpustu.
Obiekt jest wpisany na listę National Inventory of the Cultural Property of the Maltese Islands pod numerem 00526.